# Фишер (сериал)
«Фи́шер» — российский телесериал в жанре триллер. Производством проекта занималась компания «Art Puctures Vision» совместно со «Студией 812» по заказу «НМГ Студии». Сюжет первого сезона основан на реальных событиях — прозвище «Фишер» имел серийный убийца Сергей Головкин, орудовавший в Одинцовском районе Московской области с 1986 по 1992 годы.
Премьера первого сезона состоялась 8 февраля 2023 года в онлайн-кинотеатрах more.tv и Wink. Премьера второго сезона состоялась 29 мая 2025 года в онлайн-кинотеатре Wink.

## Сюжет

### Первый сезон
В 1986 году рядом с Рублёвским шоссе Москвы в лесополосе находят тела жестоко убитых подростков. Напарники — опытные следователи прокуратуры Валерий Козырев из Москвы и Евгений Боков из Ростова-на-Дону, а также молодой следователь Наталья Добровольская – расследуют серию убийств, которые навсегда изменят их судьбы. Им помогает единственный свидетель — школьник Игорь.

### Второй сезон
В курортном городе на юге России пропадает ребенок, и его мать передает записку Евгению Бокову, в которой просит помочь следствию. Вскоре выясняется, что киднеппинг — это еще не все: в городе орудует маньяк-психопат, который изощренно убивает молодых девушек.

## В ролях

### В главных ролях
| Актёр             | Роль                            |
| ----------------- | ------------------------------- |
| Иван Янковский    | Евгений Боков (1-2 сезон)       |
| Александр Яценко  | Валерий Козырев (1-2 сезон)     |
| Александра Бортич | Наталья Добровольская (1 сезон) |
| Ирина Старшенбаум | Надежда Райкина (2 сезон)       |
| Никита Худяков    | Иван Злобин (2 сезон)           |

### В ролях
| Актёр                  | Роль                                                          |
| ---------------------- | ------------------------------------------------------------- |
| Сергей Гилёв           | Геннадий Мальцев журналист, отец Игоря (1 сезон)              |
| Анна Снаткина          | Мария Мальцева мать Игоря (1 сезон)                           |
| Станислав Соломатин    | Игорь Мальцев (1 сезон)                                       |
| Роман Евдокимов        | Дмитрий Лаваль (1 сезон)                                      |
| Юрий Торсуев           | Пётр Лаваль отец Дмитрия (1 сезон)                            |
| Азамат Нигманов        | Виктор Хван оперуполномоченный милиции (1 сезон)              |
| Диана Милютина         | Марина Бокова (1 сезон)                                       |
| Дмитрий Буренков       | Семён Макурин (1 сезон)                                       |
| Ольга Кавалай-Аксёнова | Козырева (1 сезон)                                            |
| Ольга Озоллапиня       | Панова (1 сезон)                                              |
| Алексей Гришин         | Чернышов главврач (1 сезон)                                   |
| Фёдор Федосеев         | Степан Козырев (1 сезон)                                      |
| Иван Василевский       | эксперт (1 сезон)                                             |
| Алексей Каничев        | эксперт-фотограф (1 сезон)                                    |
| Ирина Марцинкевич      | мать Добровольской (1 сезон)                                  |
| Людмила Степченкова    | мать Бокова (1 сезон)                                         |
| Дмитрий Ратомский      | Панов (1 сезон)                                               |
| Александр Усердин      | Александр Рекунков генеральный прокурор СССР (1 сезон)        |
| Александр Коротков     | отец Михаил настоятель храма (1 сезон)                        |
| Никита Тарасов         | Анатолий Сливко (1 сезон)                                     |
| Андрей Максимов        | Сергей Головкин («Фишер») серийный убийца, маньяк (1-2 сезон) |
| Александра Ребенок     | мэр (2 сезон)                                                 |
| Дарья Верещагина       | Люба (2 сезон)                                                |
| Алексей Агранович      | Глеб (2 сезон)                                                |
| Степан Девонин         | Андрей Фанин (2 сезон)                                        |
| Борис Каморзин         | генпрокурор (2 сезон)                                         |

## Список сезонов
| Название | Название          | Серии | Период трансляции         |
| -------- | ----------------- | ----- | ------------------------- |
|          | «Фишер»           | 8     | 8 февраля — 29 марта 2023 |
|          | «Фишер. Затмение» | 8     | 29 мая — 17 июля 2025     |

## Производство
Проект был объявлен в декабре 2019 года. Сценаристы Сергей Кальварский и Наталья Капустина в течение года изучали архивные материалы и общались со следователями по делу Сергея Головкина, чтобы написать сценарий.
Съёмки сериала стартовали в июне 2022 года в Москве. «Фишер» должен был выйти в онлайн-сервисе more.tv до конца 2022 года, однако премьера состоялась 8 февраля 2023 года. Одновременно премьера сериала состоялась в видеосервисе Wink 8 февраля 2023 года.
В начале ноября 2024 года стартовали съёмки второго 8-мисерийного сезона под названием «Фишер. Затмение». К своим ролям в продолжении вернулись Иван Янковский, Александр Яценко и Андрей Максимов. Самой младшей актрисе (Ева Бернгардт) на момент съёмок было 5,5 месяцев. Съёмки проходили в Москве, Подмосковье и Абхазии и были завершены 26 февраля 2025 года. Премьера состоялась 29 мая 2025 года на платформе Wink.

## Награды и номинации
- Телесериал получил две премии «Золотой орёл» за 2023 год в номинации «Лучший проект онлайн-платформы» и «Лучший актёр онлайн-сериала» (награду разделили Иван Янковский и Александр Яценко).
- 2023 — Премия журнала «КиноРепортёр» «Событие года» в категории «Актёр года»: Иван Янковский за сериалы «Фишер», «Плейлист волонтёра» и «Слово пацана. Кровь на асфальте»)[12].
- 2023 — Премия «Звезда Театрала» в категории «Лучшая роль театрального актёра в кино» (Иван Янковский)[13];

## Отзывы
Кинокритик Илья Королевский («Lenta.ru») пишет: «Получается крайне реалистичный и захватывающий детектив — при том что чуть ли не каждый второй оригинальный проект на российских стримингах сегодня посвящён работе сотрудников следствия и полиции, „Фишер“ оказывается куда интереснее конкурентов».
Кинокритик Юлия Шагельман («Коммерсантъ») написала: "С любым хорошим «кино про маньяка» «Фишера» роднит и то, что на самом деле он рассказывает не про маньяка, а про породившее его больное общество, проникнутое тоскливым предчувствием скорого распада и тотальным безразличием".
Софья Бротвейн («Forbes») отмечает: «„Фишер“ очень тонко раскрывает характер каждого героя. Сериал не держится на одной только детективной линии».
Критики отмечают, что «Фишер» напоминает «Настоящего детектива» и «Охотника за разумом». Но всё же, по мнению кинокритика Елены Зархиной («Газета.ru»), «все сравнения окажутся напрасными: сериал намеренно отказывается мимикрировать под старших братьев и пытается отыскать собственную интонацию и стиль».

## Саундтрек
В первом сезоне на вступительных титрах каждой серии играет мелодия песни «Крылатые качели» в индастриал-аранжировке и песня группы Shortparis «В первый раз» на финальных титрах. Во втором — кавер песни «Where Did You Sleep Last Night?» на русском на вступительных и песня «Эй, дружок!» группы «Порез на собаке» на финальных.